# グレイテスト・ヒッツ (ボストンのアルバム)
『グレイテスト・ヒッツ』 （Greatest Hits）は、1997年に発売されたボストンのベスト・アルバム。

## 概要
デビュー・アルバム『幻想飛行』から4作目『ウォーク・オン』までの楽曲を収録しているが、『幻想飛行』と『ドント・ルック・バック』の楽曲が大部分を占めている。
- 『幻想飛行』(1976年）から5曲
- 『ドント・ルック・バック』（1978年）から4曲
- 『サード・ステージ』（1986年）から2曲
- 『ウォーク・オン』（1994年）から1曲
- 新曲が3曲

トータルで200万枚売り上げ、プラチナディスクに認定された。

## 収録曲
※括弧内は収録アルバム名。括弧を伴わないものは新曲。#16は#2の別テイク。
1. Tell Me
2. Higher Power
3. More Than A Feeling (『幻想飛行』)
4. Piece Of Mind (『幻想飛行』)
5. Don't Look Back (『ドント・ルック・バック』)
6. Cool The Engines (『サード・ステージ』)
7. Livin' For You (『ウォーク・オン』)
8. Feelin' Satisfied (『ドント・ルック・バック』)
9. Party (『ドント・ルック・バック』)
10. Foreplay-Long Time (『幻想飛行』)
11. Amanda (『サード・ステージ』)
12. Rock And Roll Band (『幻想飛行』)
13. Smokin' (『幻想飛行』)
14. A Man I'll Never Be (『ドント・ルック・バック』)
15. Star Spangled Banner-4th of July Reprise
16. Higher Power (Kalodner Edit)